# Lavercantière
Lavercantière település Franciaországban, Lot megyében. Lakosainak száma 244 fő (2022. január 1.). Lavercantière Dégagnac, Gindou, Peyrilles, Rampoux és Thédirac községekkel határos.

## Népesség
A település népességének változása:
| Lakosok száma | 177  | 145  | 152  | 237  | 235  | 237  | 244  | 251  | 252  | 244  |
|               | 1968 | 1982 | 1990 | 2006 | 2013 | 2015 | 2017 | 2019 | 2020 | 2022 |